# Двенадцать месяцев
«Двенадцать месяцев» — сказка советского писателя Самуила Маршака, написанная в 1942 году в виде прозаической сказки. 
Была переработана также в драматическую пьесу-сказку в 1943 году для МХАТа. Премьера состоялась 10 марта 1945 года на сцене Свердловского дворца пионеров, позже спектакль ставили в Московском театре юного зрителя (премьера 3 марта 1946 года) и во МХАТе в 1948 году. Пьеса состоит из четырёх действий и восьми картин.

## История
Прозаическая сказка «Двенадцать месяцев» написана в 1942 году и впервые была опубликована с иллюстрациями графика Владимира Лебедева с подзаголовком «Новогодняя сказка» в 1943 году в сборнике сказок, рассказов, стихов и самоделок «Новый год», изданной в Москве Государственным издательством детской литературы НКП РСФСР (сборник был подписан к печати 30 декабря 1942 года).
По воспоминаниям Самуила Маршака, источником для сюжета послужила слышанная им задолго до написания сказки чешская легенда о двенадцати месяцах. Литературовед Вера Смирнова в своей биографии Маршака указала на существование сказки «О двенадцати месяцах» — литературной обработки этой легенды у чешской писательницы XIX века Божены Немцовой, однако сам Маршак полагал, что различий между его версией и версией Немцовой больше, чем сходства.
Первая постановка пьесы состоялась в Свердловском дворце пионеров драматическим коллективом режиссёра Леонида Константиновича Диковского. Из 32 архивных документов за период с декабря 1944 по май 1945 года режиссёра удалось установить в хронологической последовательности: работу коллектива над постановкой, даты премьеры и последующих спектаклей (каждую субботу и воскресенье до 2 мая 1945 года), репетицию и постановку спектакля на радио (26, 27 марта 1945 года).
По мотивам пьесы в 1956 году на советской студии «Союзмультфильм» был выпущен одноимённый мультфильм, в 1972 году — одноимённый художественный фильм, а в 1980 году японской студией «Тоэй» был создан одноимённый анимационный фильм.
Сказка часто ставится на утренниках в детских садах и младших классах школы.
3 декабря 2020 года состоялось открытие выставочного проекта «Спектакль Победы: „12 месяцев“ на сцене Дворца 1945 г.». Проект поддержала Ассоциация музеев Екатеринбурга при участии музея МХАТ.

## Сюжет
Профессор учит своенравную девочку — Королеву. Когда речь заходит о Новом годе, она желает, чтобы завтра на праздничном столе были подснежники, чтобы она могла посмотреть, что же это за цветы. Профессор уверяет её, что это невозможно, однако Королева издаёт указ — тот, кто принесёт во дворец корзину этих цветов, получит такую же корзину золота. Мачеха и её родная дочь мечтают об этой награде, и как только возвращается падчерица с хворостом, они посылают её обратно в лес — выполнять королевский приказ.
Замёрзшая падчерица выходит на поляну, на которой горит костёр, а вокруг него греются двенадцать братьев-месяцев. Они внимательно слушают главную героиню, и Апрель, поскольку нарушается очерёдность нескольких месяцев, просит братьев уступить ему часок, чтобы помочь ей. Она возвращается домой счастливая с подснежниками и волшебным колечком, подаренным Апрелем. Если же случится беда, нужно бросить колечко и сказать волшебные слова, и все месяцы придут на помощь.
Пока уставшая падчерица спит, её сводная сестра крадёт это колечко. Мачеха с дочкой идут с подснежниками в королевский дворец, оставив падчерицу дома. Обрадованная Королева приказывает им рассказать, где же они нашли цветы зимой. Те выдумывают небылицу о чудесном месте, на котором зимой растут не только цветы, но даже грибы и ягоды.
Королева сама решает поехать в это чудесное место вместе с придворными. Мачеха с дочкой наперебой повторяют, что его уже замело снегом, и признаются, что цветы рвала падчерица. Королева берёт их и падчерицу в лес. Главная героиня жалуется, что они отняли у неё колечко, на что Королева приказывает вернуть его. Получив кольцо, она требует, чтобы падчерица рассказала, где нашла подснежники. Получив отказ, она велит снять с неё шубу, грозит казнить и бросает её колечко в прорубь. Падчерица произносит волшебные слова и убегает.
Сразу же наступает весна, а затем лето. Рядом с Королевой становится сухо и тепло, и появляется медведь. Он пугает королеву, но не сделав ей ничего дурного, уходит в лес. Затем наступает осень. Королева, насквозь промокнув под сильнейшим осенним ливнем, замерзает, так как внезапно наступила зима. Метель уносит все шубы, которые сбросили с себя придворные. Им становится холодно, и, покинув Королеву, они бегут обратно во дворец. С ней остаются только старый солдат и профессор. Ехать в санях невозможно, поскольку лошадей распрягли, и на них ускакали придворные.
Из леса выходит старик в белой шубе, Январь, и предлагает каждому загадать по одному желанию. Королева желает вернуться домой, профессор — чтобы времена года вернулись на свои места, солдат — просто погреться у костра, а мачеха с дочкой — шубы, «хоть бы и на собачьем меху». Старик начинает с последней просьбы и даёт им шубы. Они ругают друг друга, «лаются», что не попросили собольих, и превращаются в собак. Их запрягают в сани — королеве есть на чём ехать обратно во дворец.
Солдат заходит погреться у костра братьев-месяцев. Там он встречает падчерицу, во всём новом и с упряжкой прекрасных белоснежных коней. На собаках далеко не уедешь, и солдат просит Королеву, чтобы та попросила падчерицу подвезти. Как только Королева не пробовала — и приказывала, и богатство сулила — главная героиня отказывалась. Солдат объясняет надменной Королеве, как нужно просить «по-доброму», и та подчиняется, может быть, впервые в жизни произнеся слово «пожалуйста». Падчерица с радостью сажает всех в сани и даёт каждому шубу. Все едут домой, оставив братьев-месяцев у новогоднего костра.